# ナガニシ
ナガニシ（長螺; 学名Fusinus perplexus）は、イトマキボラ科に属する巻貝の一種で、潮間帯下の砂泥底に生息し、水管溝が伸びた紡錘形の長い貝殻をもつ。

## 外観
殻は中型ないし大型で殻高約13cmに達する。螺層はふくれ、縦肋は高い角状の個体からきわめて低い個体まであり、形態変異が多い。殻は黄褐色をおびた白色で、やや不規則な螺肋が密にはしり、上方では縦肋間が褐色にいろどられる。ビロード状の殻皮におおわれる。殻口内は白く、内壁の螺状のひだは強く、水管溝は長い。蓋は角質で軟体は赤色。

## 生態
他の軟体動物や死肉を食べる。有性生殖をおこない、グンバイホオズキまたはサカサホオズキと呼ばれる卵嚢を産む。一つの卵嚢に約250個の卵が産みつけられるが、稚貝になるのは20個体程度で、他は栄養卵となる。種の分布域が狭く、生息域による種内変異が認められることから、卵黄食性の直達発生型と考えられる。原殻の螺層が3層以上認められる点について、エゾバイ科の種と同様に卵嚢内での栄養卵の獲得競争を経て巻き数を増やしたのち孵化していると考えられる。

## 分布
北海道南部から九州、朝鮮半島。水深約10-100mの砂泥底に生息する。日本海やその他の内海から得られた標本は、太平洋沿岸のものに比べ濃色となる傾向にある。本種よりも小型で橙褐色のコナガニシ Fusinus ferrugineus (Kuroda & Habe, 1960) は陸奥湾から九州の日本海側に分布する。

## 化石
渥美半島など日本各地の更新世の地層で発見されている。

## 人との関わり
江戸時代から長辛螺（ながにし）として知られ、ヨナキ（夜泣き）とも呼ばれる。卵嚢はグンバイホオズキと呼ばれ、江戸から昭和にかけては玩具とされていた。軟体部の外観はグロテスクだが、刺身で食べると美味。